# Mobile Servicing System
El Sistema Mòbil de Servei (en anglès Mobile Servicing System, MSS), més conegut pel seu component principal el Canadarm2, és un sistema robot hissat i d'equipament associat a l'Estació Espacial Internacional. Té un important paper en l'acoblament i manteniment de l'estació: movent equips i subministraments per l'estació, ajudant a l'exterior en el treball dels astronautes i revisant instruments i altres càrregues afegides a l'estació. Els astronautes reben un entrenament especial per poder realitzar totes aquestes accions amb diversos sistemes.
El MSS està format per un braç robòtic anomenat (SSRMS) sigles de l'anglès Manipulador Remot de l'Estació Espacial, el (MBS) de l'anglès Servei Remot Mòbil del sistema base i el (SPDM) o Manipulador Dretà de Propòsit Especial, també anomenat Dextre o Canada hand. El sistema pot moure al llarg d'uns raïls.

## Sistema base mòbil

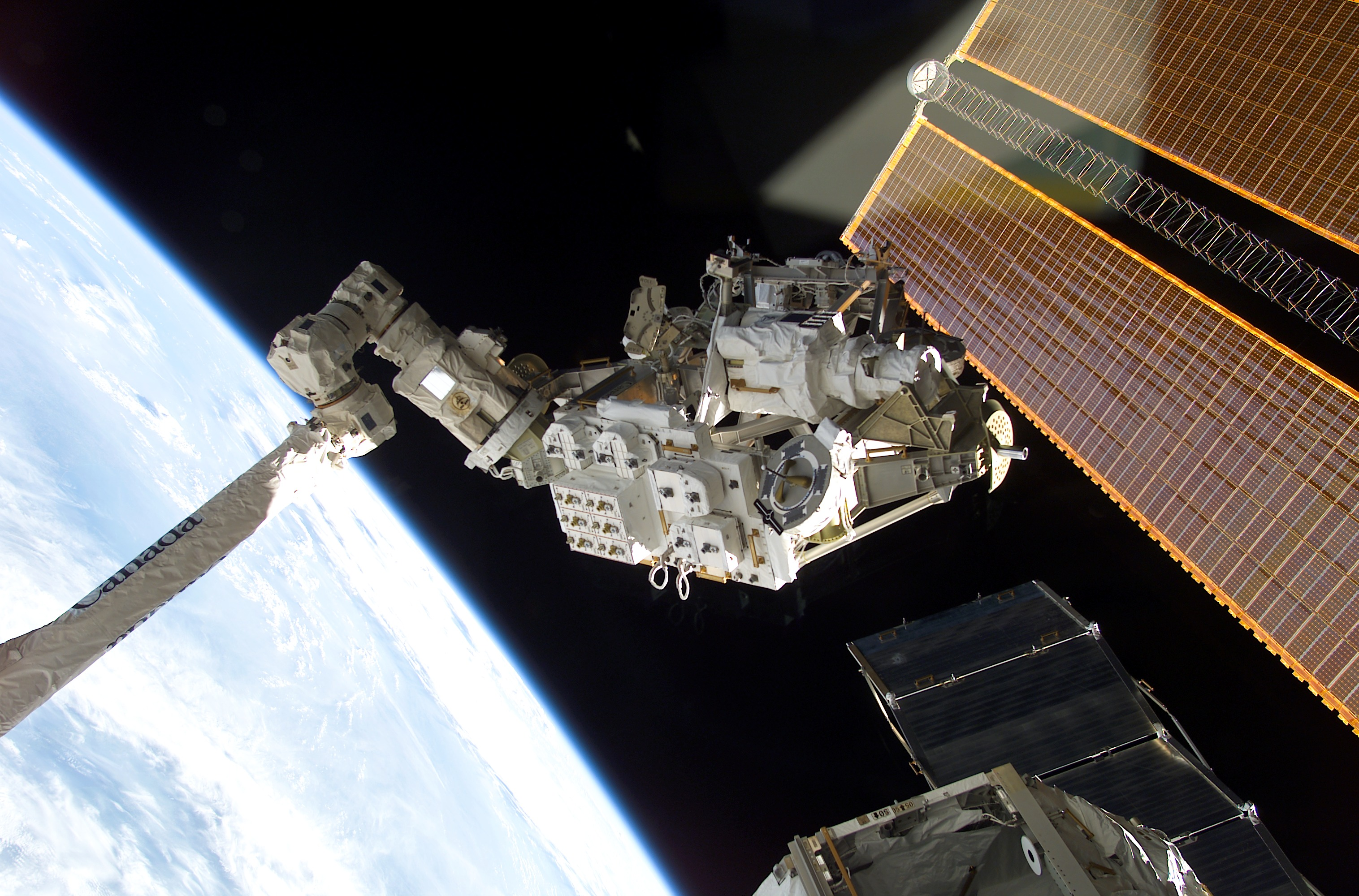
El Sistema base mòbil just abans de la instal·lació del Canadarm2 en el transport mòbil durant la STS-111

El Sistema base mòbil (MBS, Mobile Base System en anglès) és una plataforma base per al braç robòtic. Va ser afegida a l'estació durant la STS-111 el juny de 2002. La plataforma descansa sobre el Transport mòbil (instal·lat durant la STS-110) que li permet lliscar pels rails situats sobre les carcasses de l'estació. Quan el Canadarm2 es va acoblar al MBS, tenia la capacitat de viatjar als punts de treball al llarg de tota l'estructura de carcasses. La velocitat màxima del Transport mòbil és d'uns 2,5 cm per segon. El nom apropiat per al MBS és el "MRS Base System", on MRS significa "Mobile Remote Servicer" (Servei remot mòbil). Està fet d'alumini i s'espera que duri almenys 15 anys. Com el Canadarm2 va ser construït per MD Robotics.
El MBS està equipat amb 4 Power Data Grapple Fixtures, un en cadascuna de les seves quatre cantonades. Qualsevol d'aquestes poden usar-se com una base per als dos robots, el Canadarm2 i el Dextre, així com per qualsevol de les càrregues útils que podrien agafar els robots. El MBS té a més 2 posicions per amarrar càrregues útils. El primer és el Payload / Orbital Replacement Unit Accommodations (POA). Aquest és un dispositiu que s'assembla molt i funciona com els efectors finals d'enclavament del Canadarm2. Es pot fer servir per aparcar, propulsar i dirigir qualsevol càrrega útil amb una agarradera, mentre es deixa lliure el Canadarm2 de dur a terme qualsevol tasca. L'altra posició d'agafada és per al  MBS Common Attachment System (MCAS). Aquest és un altre tipus de sistema d'amarratge que s'usarà principalment per mantenir alguns experiments científics.
El MBS manté també als astronautes durant les  activitats extravehiculars. Té localitzacions per guardar eines i equips, limitadors de peus, passamans i punts d'amarratge de seguretat i una càmera d'acoblament. Si es necessita, un astronauta pot "cavalcar" sobre el MBS mentre es desplaça pels raïls de la carcassa.

## Manipulador destre de propòsit especial
El manipulador destre de propòsit especial, o mà canadenca (també conegut com a "Dextre"), és un petit robot de dues mans capaç de sostenir les delicades tasques d'acoblament que actualment són portades a terme pels astronautes durant els passejos espacials. S'han realitzat proves en cambres de simulació espacial al Laboratori David Florida de l'Agència Espacial Canadenca a Ottawa. El manipulador va ser llançat l'11 de març de 2008 juntament amb la STS-123.